# Eupithecia cabrasae
Eupithecia cabrasae es una especie de polilla de la familia Geometridae. La especie fue descrita por primera vez por Frederick Hastings Rindge habiendo sido descrita en 1987, con distribución en la Región del Biobío, Chile. El holotipo de la especie fue descrita en la antigua Provincia de Ñuble, sector Las Cabras (de donde proviene su nombre), a poca distancia este del pueblo de Recinto a una altura aproximada de 1400 metros (4593,2 pies).

## Descripción
Es una polilla pequeña con una envergadura de 17 milímetros (0,7 plg). La longitud de las alas anteriores es de unos 8 mm en las hembras. Las alas anteriores son de color negro grisáceo, con un área mediana gris que delinea un área oscura triangular en la costa que encierra un punto discal negro de escamas elevadas. Las alas traseras son ligeramente más pálidas que las anteriores y se vuelven más oscuras distalmente. Se han registrado adultos volando en diciembre.